# Elachistocleis skotogaster
Elachistocleis skotogaster és una espècie de granota que viu a l'Argentina i, possiblement també, a Bolívia.
Està amenaçada d'extinció per la pèrdua del seu hàbitat natural.